# Zale penna
Zale penna är en fjärilsart som beskrevs av Morrison 1875. Zale penna ingår i släktet Zale och familjen nattflyn. Inga underarter finns listade i Catalogue of Life.